# Auer Bach (Haselbach)
Der Auer Bach ist ein Fließgewässer im bayerischen Landkreis Bad Tölz-Wolfratshausen. Er entsteht östlich des Hochmoores Auer Filz bei der Einöde Podling und bildet nach dem Zusammenfluss mit dem Holmbach den Haselbach.